# Élections municipales de 1974 à Montréal
Les élections municipales de 1974 à Montréal se déroulent le 10 novembre 1974. Le maire sortant, Jean Drapeau, déjà en poste depuis 1960, est réélu pour un mandat de quatre ans.

## Résultats[1]

### Mairie
| Partis             | Partis                     | Candidats              | Vote    | %     |
| ------------------ | -------------------------- | ---------------------- | ------- | ----- |
|                    | Parti civique              | Jean Drapeau (sortant) | 149 643 | 55,07 |
|                    | Rassemblement des citoyens | Jacques Couture        | 106 217 | 39,09 |
|                    | Démocratie Montréal        | Jacques Brisebois      | 10 557  | 3,88  |
|                    | Indépendant                | Patricia Métivier      | 3 114   | 1,15  |
|                    | Ligue socialiste ouvrière  | Paul Kouri             | 2 218   | 0,82  |
|                    |                            |                        |         |       |
| Votes valides      | Votes valides              | Votes valides          | 271 749 | 100   |
| Électeurs inscrits | Électeurs inscrits         | Électeurs inscrits     | 686 964 |       |

### Conseil municipal
| PARTI                      | SIÈGES AU CONSEIL MUNICIPAL |
| -------------------------- | --------------------------- |
| Parti civique              | 36 / 55                     |
| Rassemblement des citoyens | 18 / 55                     |
| Démocratie Montréal        | 1 / 55                      |

### Districts[2]

#### Ahuntsic
| District | Siège                                                          | Siège | Candidats                      | Votes | %     |
| -------- | -------------------------------------------------------------- | ----- | ------------------------------ | ----- | ----- |
| Ahuntsic |                                                                | 1     | Jean-C. Leblanc Parti civique  | 8 495 | 50,19 |
| Ahuntsic | Paul-Émile Robert (sortant) Indépendant                        | 1     | 8 429                          | 49,81 |       |
| Ahuntsic |                                                                | 2     | Gilles Chevalier Parti civique | 8 530 | 50,40 |
| Ahuntsic | Jean-Charles Des Roches Rassemblement des citoyens de Montréal | 2     | 8 394                          | 49,60 |       |
| Ahuntsic |                                                                | 3     | Michel Hamelin Parti civique   | 9 097 | 53,56 |
| Ahuntsic | Daniel Tessier Rassemblement des citoyens de Montréal          | 3     | 7 888                          | 46,44 |       |

#### Côte-des-Neiges
| District        | Siège                                       | Siège | Candidats                                                | Votes | %     |
| --------------- | ------------------------------------------- | ----- | -------------------------------------------------------- | ----- | ----- |
| Côte-des-Neiges |                                             | 1     | Nick Auf Der Maur Rassemblement des citoyens de Montréal | 7 080 | 51,74 |
| Côte-des-Neiges | John Lynch-Staunton (sortant) Parti civique | 1     | 6 605                                                    | 48,26 |       |
| Côte-des-Neiges |                                             | 2     | Yves Normandin Rassemblement des citoyens de Montréal    | 7 207 | 52,77 |
| Côte-des-Neiges | Jean Beaucage Parti civique                 | 2     | 5 138                                                    | 37,62 |       |
| Côte-des-Neiges | Édouard J. Fellman Démocratie Montréal      | 2     | 1 313                                                    | 9,61  |       |
| Côte-des-Neiges |                                             | 3     | Bob Keaton Rassemblement des citoyens de Montréal        | 6 816 | 49,65 |
| Côte-des-Neiges | Sydney Wise (sortant) Parti civique         | 3     | 5 915                                                    | 43,09 |       |
| Côte-des-Neiges | Gordon Allen Démocratie Montréal            | 3     | 997                                                      | 7,26  |       |

#### Acadie
| District | Siège                                                                  | Siège | Candidats                      | Votes  | %     |
| -------- | ---------------------------------------------------------------------- | ----- | ------------------------------ | ------ | ----- |
| Acadie   |                                                                        | 1     | Roger Sigouin Parti civique    | 10 133 | 54,05 |
| Acadie   | François C. Thivierge (sortant) Rassemblement des citoyens de Montréal | 1     | 8 614                          | 49,95  |       |
| Acadie   |                                                                        | 2     | Germain Roy Parti civique      | 9 484  | 50,98 |
| Acadie   | Rhéal Clouette Rassemblement des citoyens de Montréal                  | 2     | 9 120                          | 49,02  |       |
| Acadie   |                                                                        | 3     | Lawrence Hanigan Parti civique | 11 881 | 63,03 |
| Acadie   | André Manocchio Rassemblement des citoyens de Montréal                 | 3     | 6 969                          | 36,97  |       |

Lawrence Hanigan démissionne le 31 juillet 1978. Il est remplacé par Réal Laramée le 4 octobre 1978.

## Sources bibliographiques
- (en) Cet article est partiellement ou en totalité issu de l’article de Wikipédia en anglais intitulé « Montreal municipal election, 1974 » (voir la liste des auteurs).